# DVB-T2
DVB-T2 (původem v anglickém Digital Video Broadcasting – Terrestrial) je standard digitálního televizního vysílání přes pozemní vysílače. DVB-T2 vychází z původního standardu DVB-T. Oproti předchozí verzi nastalo několik změn, avšak hlavní podstata a rozdíly oproti analogovému vysílání zůstaly zachovány. Televizní programy jsou sdružovány do tzv. multiplexů, které umožňují v kmitočtovém pásmu původně používaném pro jeden televizní program přenášet i 20 programů díky komprimaci do licencovaných formátů MPEG-4 AVC (H.264) či MPEG-H HEVC (H.265) (umožňuje tzv. UHDTV s vysokým rozlišením).

## Porovnání parametrů DVB-T a DVB-T2
|                         | DVB-T                                                            | DVB-T2                                      |
| ----------------------- | ---------------------------------------------------------------- | ------------------------------------------- |
| FEC                     | Konvoluční kódování + Reed-Solomonův kód 1/2, 2/3, 3/4, 5/6, 7/8 | LDPC + BCH 1/2, 3/5, 2/3, 3/4, 4/5, 5/6     |
| Vnitřní modulace        | QPSK, 16QAM, 64QAM                                               | QPSK, 16QAM, 64QAM, 256QAM                  |
| Ochranný interval       | 1/4, 1/8, 1/16, 1/32                                             | 1/4, 19/256, 1/8, 19/128, 1/16, 1/32, 1/128 |
| Mód FFT (počet nosných) | 2k, 8k                                                           | 1k, 2k, 4k, 8k, 16k, 32k                    |

## Historie
Dne 31. března 2010 byl spuštěn ostrý provoz celosvětově prvního multiplexu DVB-T2 ve Velké Británii. Na Ukrajině bylo zahájeno testovací vysíláni již 24. července 2010 a od ledna 2012 celoplošné vysíláni s 5 multiplexy, které je kódováno po celém území Ukrajiny. V Srbsku bylo vysílání zahájeno 21. března 2012.

## DVB-T2 podle zemí

### Česko
V Česku bylo vysílání DVB-T2 zaváděno od 1. března 2017, jeho cílem bylo nahradit dosavadní vysílání DVB-T. Zpočátku byly zaváděny přechodové sítě, ty byly později transformovány na finální multiplexy, poslední vysílače byly takto transformovány 30. září 2020. Od roku 2020 tak v Česku fungují čtyři multiplexy – multiplex 21, multiplex 22, multiplex 23 a multiplex 24.